# Ширмер, Иоганн Вильгельм
Иоганн Вильгельм Ши́рмер (нем. Johann Wilhelm Schirmer; 7 сентября 1807, Юлих — 11 сентября 1863, Карлсруэ) — немецкий пейзажист, живописец и график академического направления дюссельдорфской школы.

## Биография
В 1821—1824 годах юный Ширмер изучал ремесло переплётчика книг в мастерской своего отца. Параллельно самоучкой освоил рисунок, а с 1826 года учился в Дюссельдорфской академии искусств у Фридриха Вильгельма фон Шадова. Под влиянием художника Карла Фридриха Лессинга Ширмер увлёкся пейзажной живописью.
С 1834 года он преподавал в дюссельдорфской академии, в 1839 году стал профессором. Ширмер (наряду с Лессингом) был одним из основателей Дюссельдорфской школы живописи. В 1838 году Ширмер совершает поездку в Нормандию, после которой в своих полотнах делает больший упор на рисунок и оттенки цвета. В 1840 году путешествовал по Италии, написал картины по библейским мотивам. В 1854 году художник стал первым директором недавно открытой Художественной школы в Карлсруэ. В свои последние годы Ширмер активно использовал религиозно-библейские сюжеты, а его манера письма становится близкой к импрессионистской.
Среди учеников И. В. Ширмера следует назвать таких мастеров, как Арнольд Бёклин, Ханс Тома, Освальд Ахенбах, Август Беккер, Ансельм Фейербах, Якоб Беккер, Рудольф Эпп, Карл Фридрих Дейкер, Фриц Эбель, Михаель Э. Закс, Фердинанд Келлер и Карл Хофф.

## Галерея

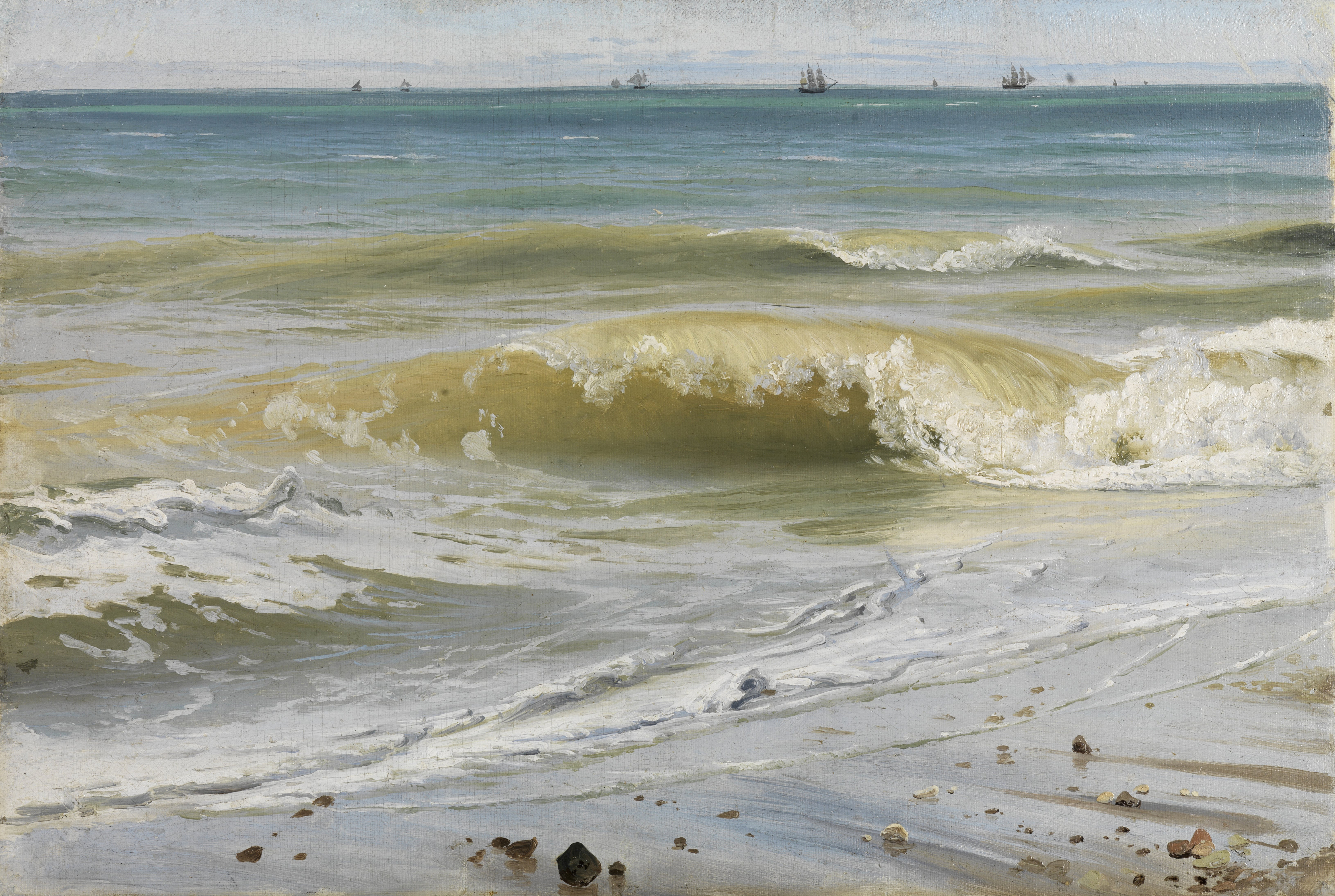
Прибрежные волны и далёкие корабли. 1836, Кунстхалле (Карлсруэ)
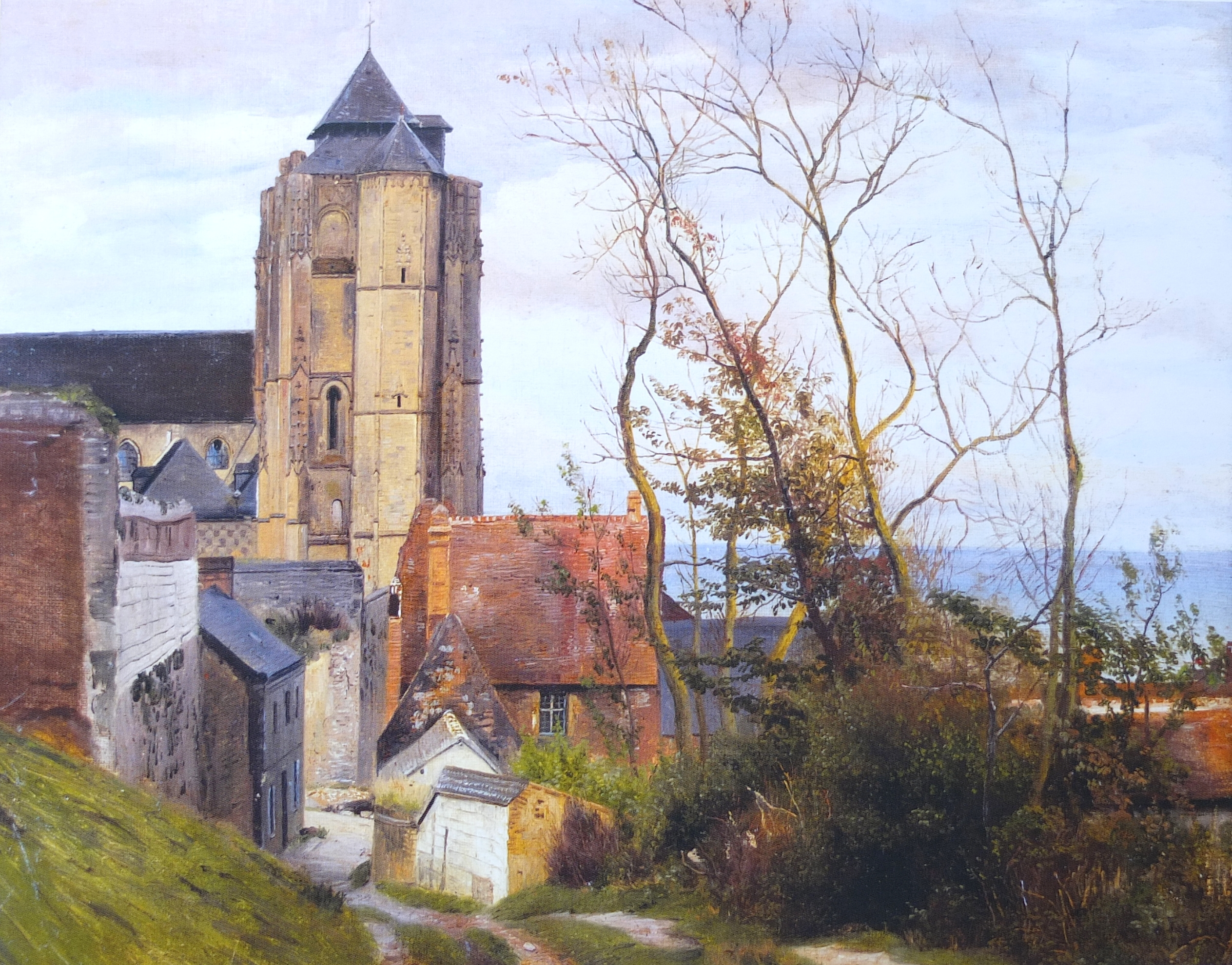
Вид Ле-Трепора. 1836, частное собрание
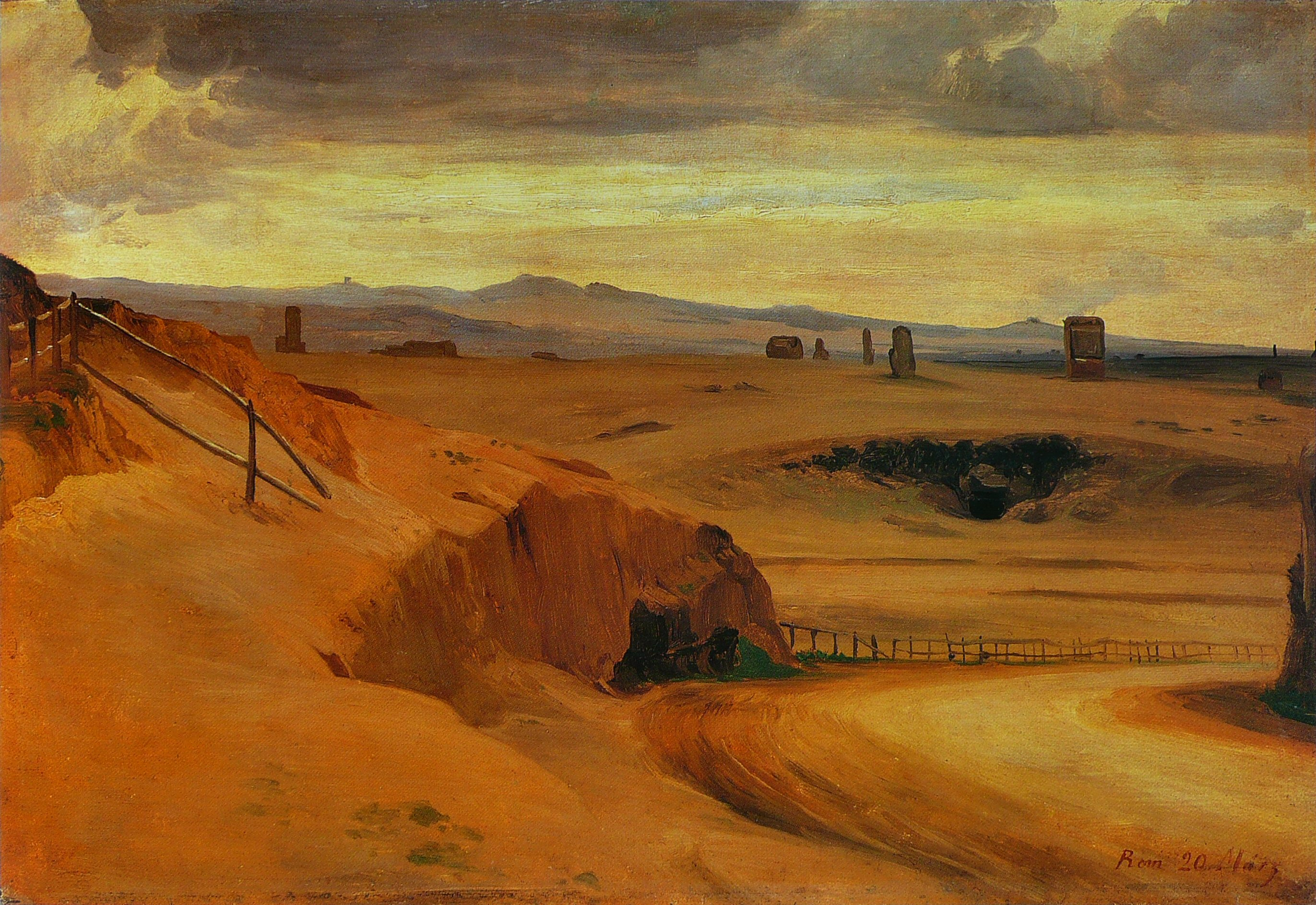
В Римской Кампанье. 1840, Кунстхалле (Карлсруэ)
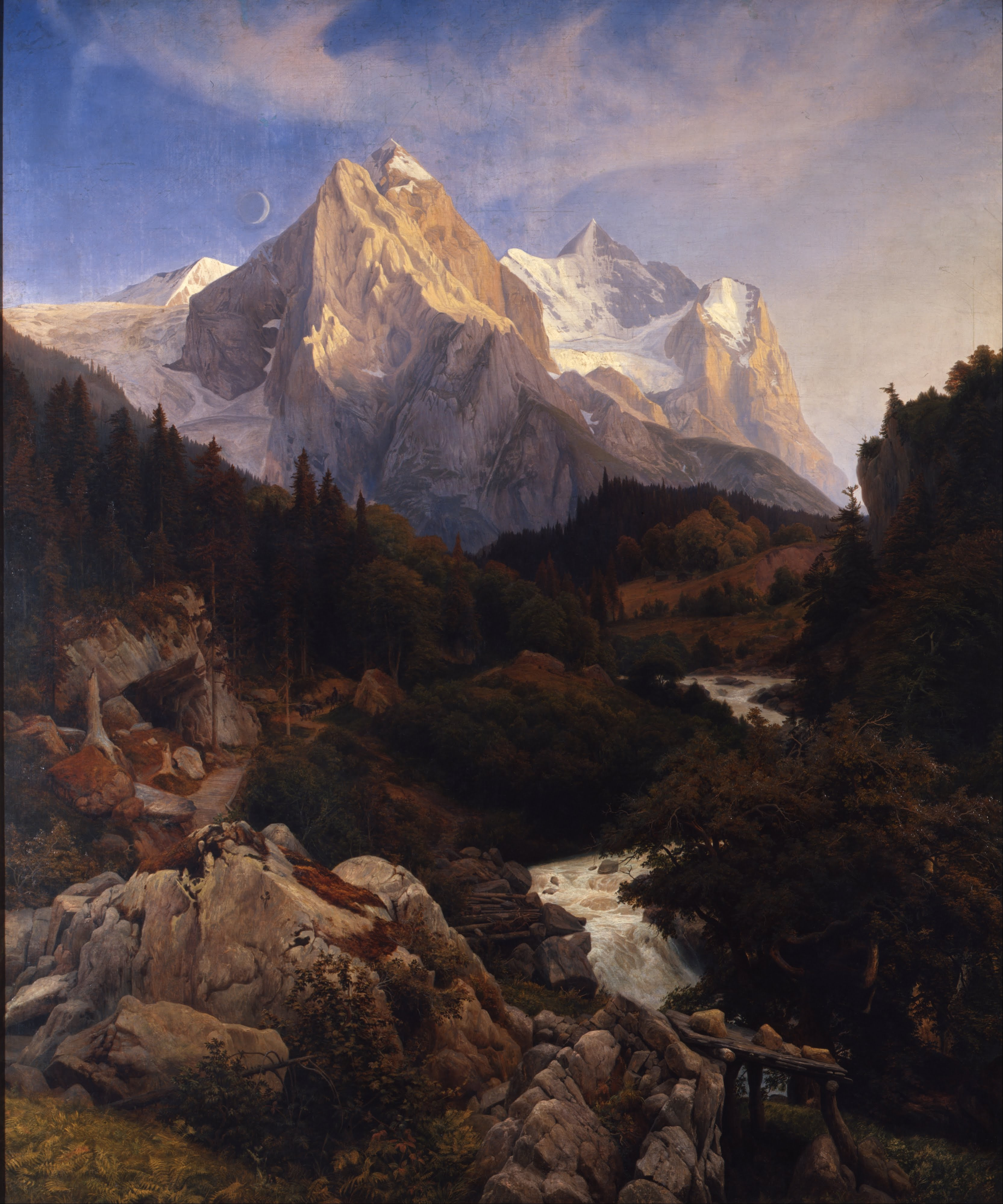
Гора Веттерхорн, 1838. Музей Кунстпаласт, Дюссельдорф
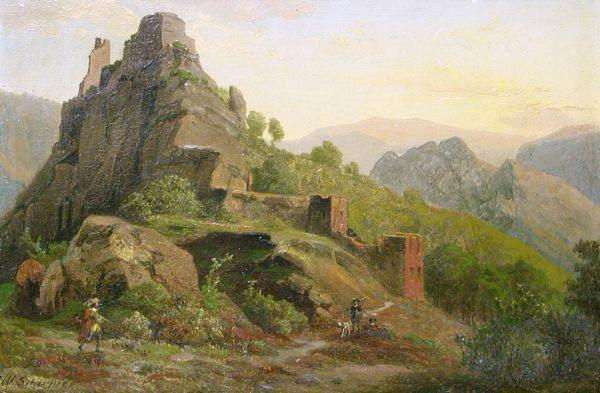
Крепость Аре[нем.]
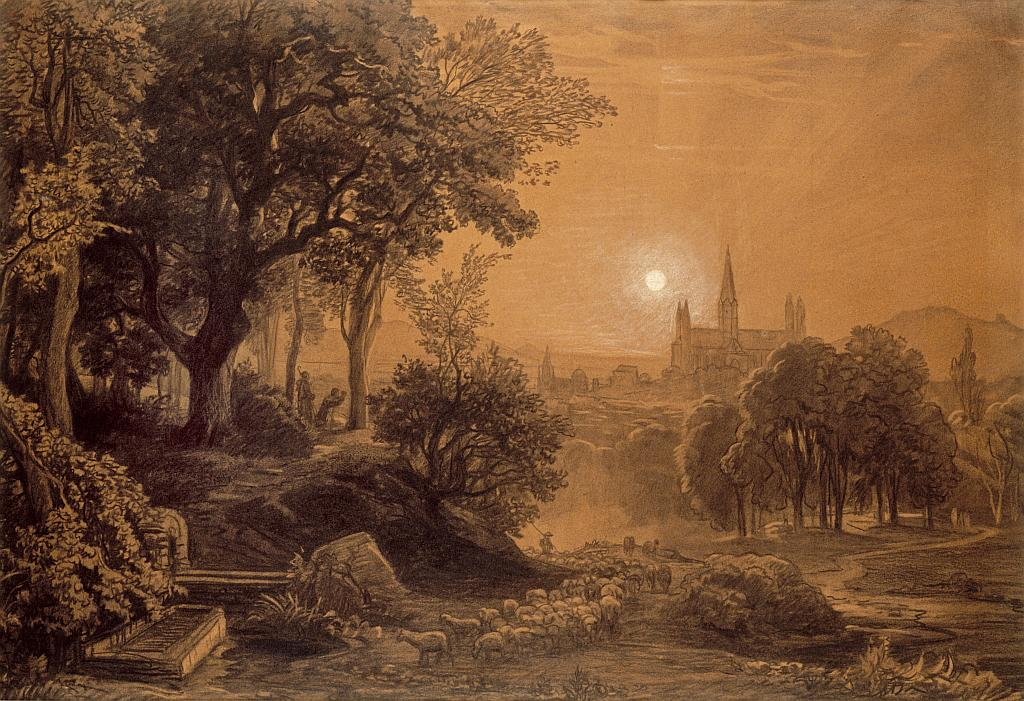
Пейзаж с овечьим стадом
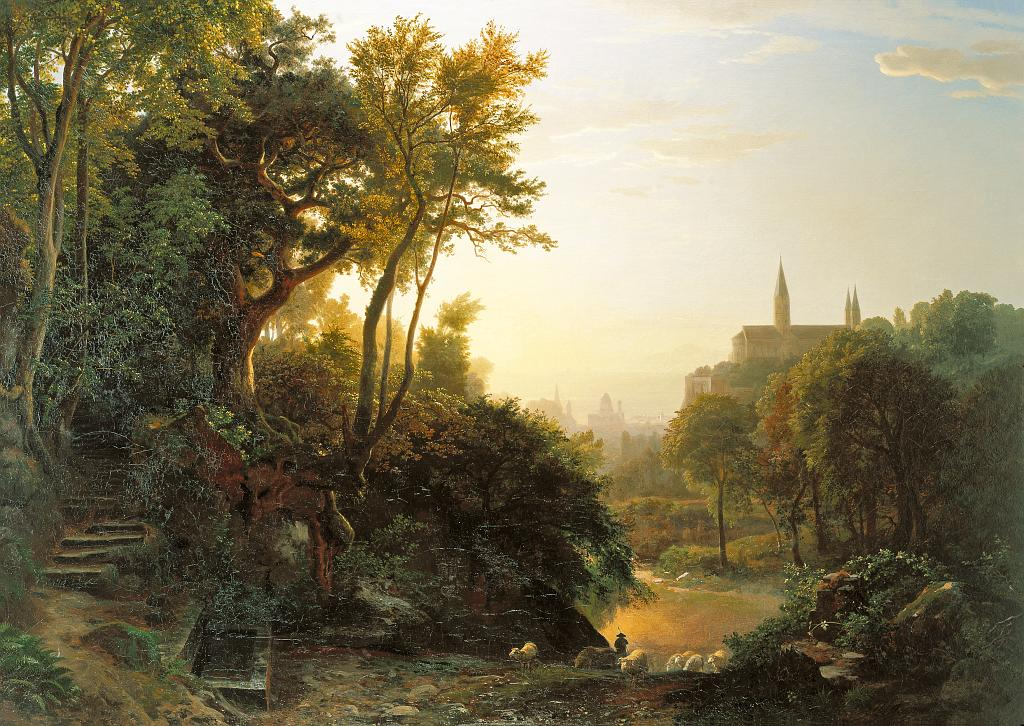
Воскресное утро
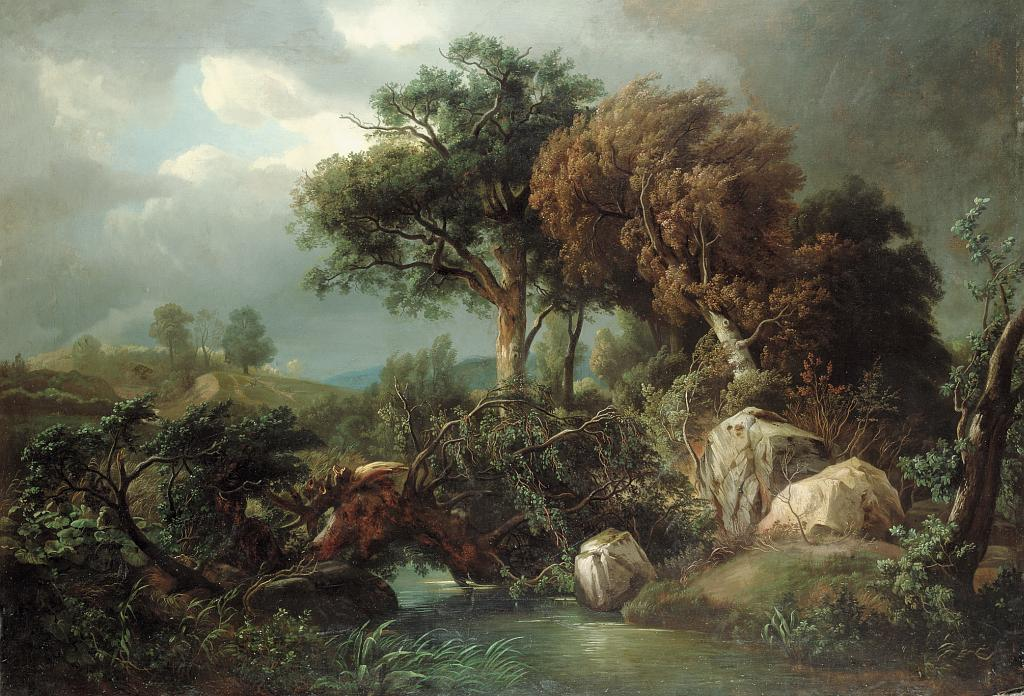
После бури